# Omofonia (musica)

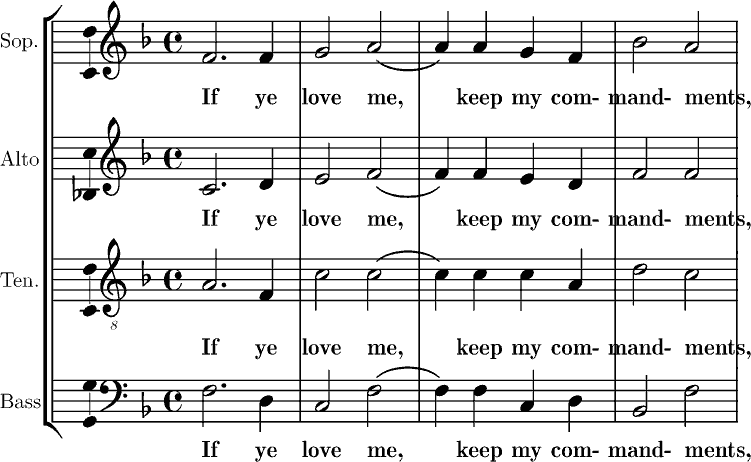
Omofonia in If ye love me di Tallis, composta nel 1549. Il soprano canta la melodia (la linea principale) mentre le voci più basse riempiono l'armonia (come linee di supporto). L'unisono ritmico in tutte le parti rende questo passaggio un esempio di omoritmia. Questo esempio può essere ascoltato nel seguente esempio di ascolto.

Nella musica, omofonia Greco: ὁμόφωνος, homóphōnos, da ὁμός, homós, "stesso" e φωνή, phōnḕ, "suono, tono") è una struttura in cui una parte primaria è supportata da uno o più elementi aggiuntivi che incarnano l'armonia e spesso forniscono contrasto ritmico. Questa differenziazione dei ruoli contrasta con la polifonia a voce uguale (in cui linee simili si muovono con indipendenza ritmica e melodica per formare una trama uniforme) e la monofonia (in cui tutte le parti si muovono all'unisono o alle ottave). Storicamente l'omofonia e i suoi ruoli differenziati per le parti sono emersi in tandem con la tonalità, che ha dato diverse funzioni armoniche al soprano, al basso e alle voci interiori.
Una struttura omofonica può essere omoritmica, il che significa che tutte le parti hanno lo stesso ritmo. La struttura corale è un'altra variante dell'omofonia. Il tipo più comune di omofonia è l'omofonia dominata dalla melodia, in cui una voce, spesso la più alta, canta una melodia distinta e le voci di accompagnamento lavorano insieme per articolare un'armonia sottostante.
Inizialmente, nell'Antica Grecia, l'omofonia indicava la musica in cui una singola melodia viene eseguita da due o più voci all'unisono o ottave, cioè la monofonia con voci multiple. L'omofonia come termine apparve per la prima volta in inglese con Charles Burney nel 1776, nel sottolineare la concordia della melodia armonizzata.

## Storia

### Musica europea e tedesca
L'omofonia apparve per la prima volta come una delle strutture musicali predominanti nella musica classica occidentale durante il periodo barocco all'inizio del XVII secolo, quando i compositori cominciarono a comporre comunemente con l'armonia verticale in mente, con il basso continuo omofonico che diventava una caratteristica definitiva dello stile. L'arrangiamento corale di quattro voci (soprano, contralto, tenore e Basso) è diventato ormai comune nella musica classica occidentale. L'omofonia iniziò con l'apparire nella musica sacra, sostituendo la polifonia e la monofonia come forma dominante, ma si diffuse alla musica secolare, per la quale oggi è una delle forme standard.
Nella musica classica del XX secolo alcune delle "figure di accompagnamento orientate alla triade come il basso albertino, una forma omofonica di accompagnamento, sono in gran parte scomparse dall'uso e, piuttosto che la tradizionale interdipendenza di toni melodici e cordali che condividono la stessa base tonale, una chiara distinzione può esistere tra il materiale di intonazione della melodia e dell'armonia, evitando comunemente la duplicazione. Alcuni strumenti tradizionali, tuttavia, come gli accordi ripetuti, sono ancora usati.
Il jazz ed altre forme di musica popolare moderna generalmente hanno influenze omofoniche, seguendo le progressioni di accordi su cui i musicisti suonano una melodia o improvvisano (vedi omofonia dominata dalla melodia).

### Musica africana e asiatica
L'omofonia è comparsa in diverse culture non occidentali, forse in particolare nelle regioni in cui è stata coltivata la musica vocale condivisa. Quando l'esploratore Vasco da Gama sbarcò nell'Africa occidentale nel 1497, si riferì alla musica che sentiva lì come a una "dolce armonia". Mentre il concetto di armonia in quel tempo non era necessariamente lo stesso del concetto di omofonia inteso dagli studiosi moderni, è generalmente accettato che le armonie vocali omofoniche erano comuni nella musica africana per secoli prima del contatto con gli europei ed è comune nella musica africana oggi. I cantanti normalmente armonizzano le voci nel parallelismo omofonico muovendosi in terze o quarte parallele. Questo tipo di modello armonico è anche implementato nella musica strumentale in cui le voci sono impilate in terza o quarta. Il parallelismo omofonico non è limitato a terze e quarte, tuttavia tutto il materiale armonico aderisce al sistema scalare su cui si basa la melodia o la canzone particolare. L'uso dell'armonia in sesta è comune nelle aree in cui viene utilizzato un sistema di scala esatonica. Ad esempio il popolo fang del Gabon usa l'omofonia nella sua musica.
Nell'Indonesia orientale (cioè nella musica della Toraja nel Sulawesi Meridionale, a Flores, nel Kalimantan Orientale e nel Sulawesi Settentrionale), le armonie in due parti sono comuni, di solito a intervalli di terze, quarte o quinte. Inoltre la musica cinese è generalmente considerata omofonica, poiché gli strumenti tipicamente forniscono l'accompagnamento in quarti e quinti paralleli e spesso raddoppiano la voce nella musica vocale, anche l'eterofonia è comune in Cina.

## Omofonia dominata dalla melodia
Nell'omofonia dominata dalla melodia, le voci di accompagnamento forniscono il supporto armonico per la voce principale, che si presuppone la melodia. Una certa musica popolare oggi potrebbe essere considerata un'omofonia dominata dalla melodia, la voce in genere assume il ruolo principale, mentre strumenti come pianoforte, chitarra e chitarra basso normalmente accompagnano la voce. In molti casi gli strumenti assumono anche il ruolo principale e spesso il ruolo passa da una parte all'altra, la voce prende il comando durante un verso e gli strumenti eseguono in seguito degli assolo, durante i quali gli altri strumenti forniscono il supporto armonico.
La monodia è simile all'omofonia dominata dalla melodia in quanto una voce diventa la melodia, mentre un'altra voce assume l'armonia sottostante. La monodia, tuttavia, è caratterizzata da una singola voce con accompagnamento strumentale, mentre l'omofonia dominata dalla melodia si riferisce ad una più ampia categoria di musica omofonica, che include opere per più voci, non solo lavori per voce solista, come era la tradizione nei primi anni del XVII secolo nella monodia italiana.
La melodia domina l'omofonia nel Notturno Op. 62 n. 2 in Mi Maggiore di Chopin. La mano sinistra (chiave di basso) fornisce il supporto cordale per la melodia suonata dalla mano destra (chiave di violino).